# Захария Пана
Захария (Заху) Пана (на арумънски: Zaharia, Zahu Panâ; на румънски: Zaharia, Zahu Pană) е арумънски поет, писател и публицист, член на Желязната гвардия.

## Биография
Пана е роден на 21 август 1921 година във влашкото стружко село Горна Белица, тогава в Кралството на сърби хървати и словенци. По програмата на румънското правителство за колонизация на Южна Добруджа, семейството му емигрира в Румъния и се установява в силистренското село Кочина, където Пана завършва начално училище. След това учи в търговската гимназия в Силистра. Пана дебютира в литературата на 14 години в 1935 година с поемата си „Виелица“, публикувана в „Лумина“ - списанието на румънската гимназия в Силистра. С поезия на арумънски език дебютира в списанието „Арматолии“. В 1940 година, след като Южна Добруджа е върната на България, Пана се изселва в Букурещ, където завършва гимназия. Активист е на Желязната гвардия.
Участва във Втората световна война и попада в плен през август 1944 година, но успява да избяга.
След войната учи в Търговската академия в Букурещ. На 15 май 1948 година е арестуван от комунистическите власти и за легионерската си дейност лежи 13 години в различни затвори – Жилава, Окнеле Мари, Аюд и Канал. В 1969 година отново се записва в Академията за икономически науки, която завършва в 1974 година. Пише на арумънски, но не му е позволено да публикува. В 1975 година негови стихове влизат в „Антологията на арумънската поезия“.
В 1965 година се жени за Марика Карамихаил. През 1976 година властите позволяват на семейство Пана да напусне Румъния и те се установяват в Йонкърс, Ню Йорк. Редактира вестник „Кувънтул Ромънеск“ в Канада. Публикува сборника „Поеми от затвора“ - 600 страници с поезия от румънски поети, преминали през лагерите и затворите на комунистическа Румъния. Пише в румънските издания „Ревиста Скрииторилор Ромъни“, „Етос“, „Солия“, „Униря“, „Друм“, както и в арумънстите „Дещептаря“ и „Димъндаря“.